# Do Thái giáo theo quốc gia
Bài này liệt kê các chi phái thực hành Do Thái giáo và các cộng đồng người Do Thái tại các quốc gia dưới đây.

## Do Thái giáo theo quốc gia
| Quốc gia                             | Sắc dân Do Thái                                                    | Lịch sử Do Thái                  | Danh sách người Do Thái        |
| ------------------------------------ | ------------------------------------------------------------------ | -------------------------------- | ------------------------------ |
| Afghanistan                          | Do Thái Afghan, Do Thái Bukhori                                    | Afghanistan                      | Châu Á                         |
| Albania                              |                                                                    | Albania                          | Đông Nam Âu                    |
| Algérie                              | Do Thái Sephardi và Do Thái Mizrahi                                | Algérie                          | Thế giới Ả Rập                 |
| Andorra                              |                                                                    | Andorra                          |                                |
| Antigua và Barbuda                   |                                                                    |                                  | Caribê                         |
| Argentina                            | Do Thái Argentina (chủ yếu là Do Thái Ashkenazi; Do Thái Sephardi) | Argentina                        | Argentina                      |
| Armenia                              |                                                                    | Armenia                          | Châu Á                         |
| Aruba                                |                                                                    |                                  | Caribê                         |
| Úc                                   | Do Thái Úc (chủ yếu là Do Thái Ashkenazi)                          | Úc                               | Châu Đại Dương                 |
| Áo                                   |                                                                    | Áo                               | Áo                             |
| Azerbaijan                           | Do Thái Miền núi và Do Thái Azerbaijan                             | Azerbaijan                       | Châu Á                         |
| Bahrain                              |                                                                    | Bahrain và di cư                 | Thế giới Ả Rập                 |
| Belarus                              |                                                                    | Belarus                          | Belarus                        |
| Bỉ                                   | Người Do Thái ở Antwerp                                            | Bỉ                               | Tây Âu                         |
| Bermuda                              |                                                                    |                                  | Caribê                         |
| Bolivia                              |                                                                    | Bolivia                          | Mỹ Latin                       |
| Bosna và Hercegovina                 |                                                                    | Bosna và Herzegovina             | Đông Nam Âu                    |
| Botswana                             | Do Thái châu Phi                                                   |                                  | Hạ Sahara châu Phi             |
| Brasil                               | Do Thái Brasil (chủ yếu là Do Thái Ashkenazi; Do Thái Sephardi)    | Brasil                           | Brasil                         |
| Bulgaria                             |                                                                    | Bulgaria                         | Đông Nam Âu                    |
| Burundi                              | Do Thái châu Phi                                                   |                                  | Hạ Sahara châu Phi             |
| Cameroon                             | Do Thái châu Phi                                                   |                                  | Hạ Sahara châu Phi             |
| Canada                               |                                                                    | Canada                           | Canada                         |
| Cape Verde                           | Do Thái Tây Sudan                                                  |                                  | Hạ Sahara châu Phi             |
| Chi Lê                               |                                                                    |                                  | Chi Lê                         |
| Trung Quốc                           | Do Thái Khai Phong                                                 | Trung Quốc                       | Châu Á                         |
| Colombia                             |                                                                    |                                  | Mỹ Latin                       |
| Cộng hòa Dân chủ Congo               |                                                                    |                                  | Hạ Sahara châu Phi             |
| Croatia                              |                                                                    | Croatia                          | Đông Nam Âu                    |
| Cuba                                 |                                                                    | Cuba                             | Caribê and Mỹ Latin            |
| Síp                                  |                                                                    | Síp                              | Đông Nam Âu                    |
| Cộng hòa Séc                         |                                                                    | Cộng hòa Séc và Karpat-Ukraina   | Séc                            |
| Đan Mạch                             |                                                                    | Đan Mạch                         | Bắc Âu                         |
| Cộng hòa Dominica                    |                                                                    | Cộng hòa Dominica                | Caribê và Mỹ Latin             |
| Ecuador                              |                                                                    |                                  | Mỹ Latin                       |
| Ai Cập                               |                                                                    | Ai Cập và di cư                  | Thế giới Ả Rập                 |
| El Salvador                          |                                                                    | El Salvador                      | Mỹ Latin                       |
| Eritrea                              | Do Thái châu Phi                                                   | Eritrea                          | Hạ Sahara châu Phi             |
| Estonia                              |                                                                    | Estonia                          | Bắc Âu                         |
| Ethiopia                             | Beta Israel; Người Qemant                                          |                                  | Hạ Sahara châu Phi             |
| Phần Lan                             |                                                                    | Phần Lan                         | Bắc Âu                         |
| Pháp                                 |                                                                    | Pháp                             | Pháp                           |
| Guyane thuộc Pháp                    |                                                                    |                                  | Caribê                         |
| Polynésie thuộc Pháp                 |                                                                    |                                  | Châu Đại Dương                 |
| Gruzia                               | Do Thái Gruzia                                                     | Gruzia                           | Châu Á                         |
| Đức                                  | Do Thái Ashkenazi                                                  | Đức và Holocaust                 | Đức                            |
| Ghana                                | Nhà Israel (Ghana)                                                 |                                  | Hạ Sahara châu Phi             |
| Gibraltar                            | Do Thái Sephardi                                                   | Gibraltar                        | Iberia                         |
| Hy Lạp                               | Do Thái Sephardi, Romaniote                                        | Hy Lạp                           | Đông Nam Âu                    |
| Guatemala                            |                                                                    |                                  | Mỹ Latin                       |
| Guyana                               |                                                                    |                                  | Caribê                         |
| Haiti                                |                                                                    |                                  | Caribê                         |
| Honduras                             |                                                                    |                                  | Mỹ Latin                       |
| Hồng Kông                            | Do Thái Iraq (Sephardi/Do Thái Baghdad), người Israel, Do Thái Mỹ  | Hồng Kông                        | Châu Á                         |
| Hungary                              | Do Thái Vùng cao, Triều Hasidim Satmar, và Neolog                  | Hungary and Karpat-Ukraina       | Hungary                        |
| Iceland                              |                                                                    | Iceland                          | Bắc Âu                         |
| Ấn Độ                                | Bene Israel và Cochin, Ấn Độ, Baghdad và Bnei Menashe              | Ấn Độ                            | Châu Á                         |
| Indonesia                            |                                                                    | Indonesia                        | Châu Á                         |
| Iran                                 | Ba Tư, Mizrahi, và Kurd                                            | Iran                             | Châu Á                         |
| Iraq                                 | Do Thái Mizrahi, Do Thái Baghdad, và Do Thái Kurd                  | Iraq và di cư                    | Thế giới Ả Rập                 |
| Ireland                              |                                                                    | Ireland                          | Tây Âu                         |
| Israel                               | Do Thái Israel                                                     | Người Do Thái ở Vùng đất Israel  | Israel                         |
| Ý                                    | Do Thái Ý, Cộng đồng Do Thái Trieste                               | Ý                                | Tây Âu                         |
| Jamaica                              |                                                                    | Jamaica                          | Caribê                         |
| Nhật Bản                             |                                                                    | Nhật Bản                         | Châu Á                         |
| Jordan                               |                                                                    |                                  | Thế giới Ả Rập                 |
| Kazakhstan                           | Do Thái Kazakh                                                     | Kazakhstan                       | Châu Á                         |
| Kenya                                | Do Thái châu Phi                                                   | Kenya                            | Hạ Sahara châu Phi             |
| Cộng hòa Dân chủ Nhân dân Triều Tiên |                                                                    | Radhani                          | Châu Á                         |
| Hàn Quốc                             |                                                                    | Radhani và Hàn Quốc              | Châu Á                         |
| Kosovo                               |                                                                    | Kosovo                           | Đông Nam Âu                    |
| Kuwait                               |                                                                    |                                  | Thế giới Ả Rập                 |
| Kyrgyzstan                           | Do Thái Bukhori                                                    |                                  | Châu Á                         |
| Latvia                               |                                                                    | Latvia                           | Bắc Âu                         |
| Liban                                | Do Thái Mizrahi                                                    | Liban và di cư                   | Thế giới Ả Rập                 |
| Lesotho                              | Do Thái châu Phi                                                   |                                  | Hạ Sahara châu Phi             |
| Libya                                |                                                                    | Libya và di cư                   | Thế giới Ả Rập                 |
| Liechtenstein                        |                                                                    | Liechtenstein                    |                                |
| Litva                                | Do Thái Litva                                                      | Litva                            | Bắc Âu                         |
| Luxembourg                           |                                                                    | Luxembourg                       | Danh sách người Do Thái Tây Âu |
| Malawi                               | Do Thái châu Phi                                                   |                                  | Hạ Sahara châu Phi             |
| Malaysia                             |                                                                    | Malaysia                         | Châu Á                         |
| Mali                                 | Do Thái Tây Sudan                                                  |                                  | Hạ Sahara châu Phi             |
| Malta                                |                                                                    | Malta                            |                                |
| México                               | Do Thái México                                                     | Mexico và Mỹ Latin               | México                         |
| Moldova                              | Do Thái Bessarabia                                                 | Moldova                          | Đông Âu                        |
| Monaco                               |                                                                    | Monaco                           | Danh sách người Do Thái Tây Âu |
| Montenegro                           |                                                                    | Montenegro                       | Đông Nam Âu                    |
| Mông Cổ                              |                                                                    | Mông Cổ                          | Châu Á                         |
| Maroc                                | Do Thái Sephardi, Do Thái Mizrahi                                  | Maroc                            | Thế giới Ả Rập                 |
| Mozambique                           | Do Thái châu Phi                                                   |                                  | Hạ Sahara châu Phi             |
| Myanmar                              |                                                                    |                                  | Châu Á                         |
| Namibia                              | Do Thái châu Phi                                                   |                                  | Hạ Sahara châu Phi             |
| Hà Lan                               | Sephardi và Ashkenazi                                              | Hà Lan và Chut                   | Tây Âu                         |
| New Zealand                          |                                                                    | New Zealand                      | Châu Đại Dương                 |
| Nicaragua                            |                                                                    | Nicaragua                        | Mỹ Latin                       |
| Nigeria                              | Do Thái Igbo                                                       | Nigeria                          | Hạ Sahara châu Phi             |
| Bắc Macedonia                        | Do Thái Macedonia                                                  | Bắc Macedonia                    | Đông Nam Âu                    |
| Na Uy                                | Người Do Thái ở Na Uy                                              | Na Uy                            | Bắc Âu                         |
| Oman                                 | Do Thái Mizrahi                                                    | Oman và di cư                    | Thế giới Ả Rập                 |
| Pakistan                             | Do Thái Pakistan                                                   | Pakistan                         | Châu Á                         |
| Palau                                |                                                                    |                                  | Châu Đại Dương                 |
| Palestine                            |                                                                    |                                  | Trung Đông                     |
| Panama                               |                                                                    |                                  | Mỹ Latin                       |
| Paraguay                             |                                                                    |                                  | Mỹ Latin                       |
| Peru                                 | Do Thái Inca                                                       | Latin America, B'nai Moshe       | Mỹ Latin                       |
| Philippines                          | Do Thái Philippines                                                | Philippines                      | Châu Á                         |
| Ba Lan                               | Niên biểu lịch sử người Do Thái Ba Lan                             | Ba Lan                           | Ba Lan                         |
| Bồ Đào Nha                           | Do Thái Tây Ban Nha và Bồ Đào Nha                                  | Bồ Đào Nha                       | Iberia                         |
| Puerto Rico                          |                                                                    | Mỹ Latin                         | Caribê và Mỹ Latin             |
| România                              |                                                                    | România                          | România                        |
| Nga                                  | Do Thái Miền núi                                                   | Nga                              | Nga, Ukraina, và Belarus       |
| Rwanda                               | Do Thái châu Phi                                                   |                                  | Hạ Sahara châu Phi             |
| San Marino                           |                                                                    | San Marino                       |                                |
| Ả Rập Saudi                          |                                                                    | Ả Rập Saudi                      | Thế giới Ả Rập                 |
| Scotland                             |                                                                    | Scotland                         | Scotland                       |
| Senegal                              | Do Thái Tây Sudan                                                  |                                  | Hạ Sahara châu Phi             |
| Serbia                               |                                                                    | Serbia                           | Đông Nam Âu                    |
| Singapore                            |                                                                    | Singapore                        | Châu Á                         |
| Slovakia                             | Do Thái Vùng cao                                                   | Slovakia và Karpat-Ukraina       | Đông Âu                        |
| Slovenia                             |                                                                    | Slovenia                         | Đông Nam Âu                    |
| Nam Phi                              |                                                                    | Nam Phi                          | Hạ Sahara châu Phi             |
| Tây Ban Nha                          | Do Thái Sephardi                                                   | Tây Ban Nha và Kỳ vàng son       | Iberia                         |
| Sri Lanka                            |                                                                    |                                  | Châu Á                         |
| Sudan                                | Do Thái Sudan                                                      | Sudan                            | Thế giới Ả Rập                 |
| Suriname                             | Do Thái Đồng cỏ                                                    |                                  | Caribê và Mỹ Latin             |
| Swaziland                            | Do Thái châu Phi                                                   |                                  | Hạ Sahara châu Phi             |
| Thụy Điển                            |                                                                    | Thụy Điển                        | Bắc Âu                         |
| Thụy Sĩ                              |                                                                    | Thụy Sĩ                          | Tây Âu                         |
| Syria                                | Do Thái Syria và Do Thái Kurd                                      | Syria và di cư                   | Thế giới Ả Rập                 |
| Đài Loan                             |                                                                    | Đài Loan                         | Châu Á                         |
| Tajikistan                           | Do Thái Bukhori                                                    | Tajikistan                       | Châu Á                         |
| Thái Lan                             |                                                                    | Thái Lan                         | Châu Á                         |
| Trinidad và Tobago                   |                                                                    |                                  | Caribê                         |
| Tunisia                              | Do Thái Mizrahi                                                    | Tunisia                          | Thế giới Ả Rập                 |
| Thổ Nhĩ Kỳ                           | Do Thái Sephardi, Do Thái Karaite, Do Thái Ashkenazi và Romaniote  | Thổ Nhĩ Kỳ                       | Đông Nam Âu and Châu Á         |
| Turkmenistan                         | Do Thái Bukhori                                                    |                                  | Châu Á                         |
| Uganda                               | Abayudaya, Do Thái châu Phi                                        | Uganda                           | Hạ Sahara châu Phi             |
| Ukraina                              | Karaite Krym                                                       | Ukraina và Karpat-Ukraina        | Ukraina                        |
| Vương quốc Anh                       | Do Thái Anh                                                        | Vương quốc Anh                   | Anh                            |
| Liên Xô                              |                                                                    | Liên Xô và Oblast Do Thái Tự trị |                                |
| Hoa Kỳ                               | Do Thái Mỹ                                                         | Hoa Kỳ và Thời kỳ thuộc địa      | Mỹ                             |
| Uruguay                              | Do Thái Sephardi và Do Thái Ashkenazi                              | Mỹ Latin                         | Mỹ Latin                       |
| Uzbekistan                           | Do Thái Uzbek (một số là Do Thái Bukhori)                          |                                  | Châu Á                         |
| Venezuela                            | Do Thái ở Mỹ Latin                                                 |                                  | Mỹ Latin                       |
| Việt Nam                             | Do Thái Việt Nam                                                   |                                  | Châu Á                         |
| Quần đảo Virgin thuộc Mỹ             |                                                                    |                                  | Caribê                         |
| Wales                                |                                                                    | Wales                            | xứ Wales                       |
| Yemen                                | Do Thái Yemen và Do Thái Mizrahi                                   | di cư                            | Thế giới Ả Rập                 |
| Zambia                               | Do Thái châu Phi                                                   |                                  | Hạ Sahara châu Phi             |
| Zimbabwe                             | Người Lemba, Do Thái Rusape, Do Thái châu Phi                      |                                  | Hạ Sahara châu Phi             |